# Chilina elegans
Espèce
Chilina elegans est une espèce de mollusques gastéropodes de l'infra-classe des Pulmonata, de l'ordre des Hygrophila et de la famille des Chilinidae. Elle est trouvée au Chili.